# 호리노우치 사토시
호리노우치 사토시(일본어: 堀之内 聖, 1979년 10월 26일~)는 일본의 전 축구 선수이다.

## 구단 경력
과거 우라와 레즈, 요코하마 FC, 몬테디오 야마가타에서 활동하였다.